# Inhibiteur de l'aromatase

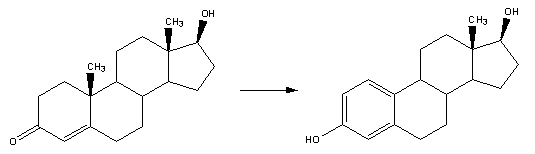
L'aromatase convertit la testostérone en estradiol

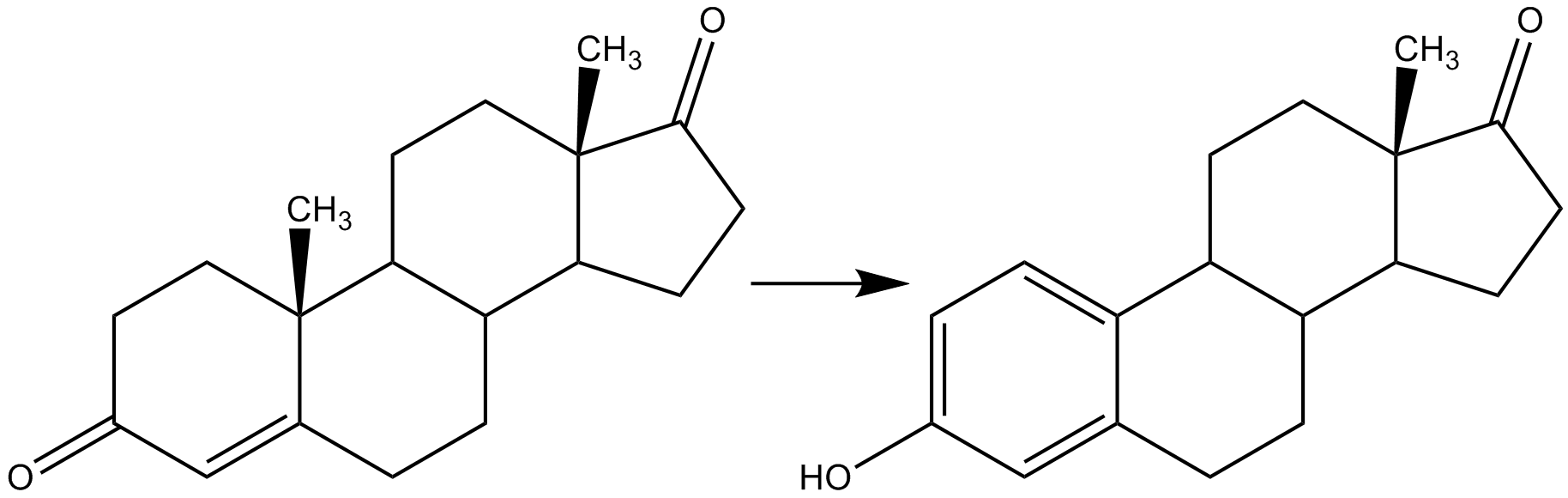
L'aromatase convertit l'androstènedione en estrone

Les inhibiteurs de l'aromatase (IA), également appelés anti-aromatase, sont une classe de médicaments qui inhibent l'activité de l'aromatase, une enzyme qui aide à la conversion d'hormones stéroïdiennes en œstrogènes, et qui donc bloquent la production d'œstrogènes.   

## Indications
Ces médicaments sont utilisés dans le traitement du cancer du sein et du cancer de l'ovaire chez la femme ménopausée, la croissance de ce type de tumeurs nécessitant des œstrogènes. Ils peuvent aussi être utilisés hors de l'indication qui l'a autorisé à être commercialisé (hors AMM en France, « off label » en Suisse) pour traiter ou prévenir la gynécomastie chez l'homme.
Ils ont également été testés comme inducteurs de l'ovulation.

## Types d'inhibiteurs de l'aromatase
Il existe deux types d'inhibiteurs de l'aromatase autorisés dans le traitement du cancer du sein :
- les inhibiteurs stéroïdiens irréversibles, tels que l'exémestane (Aromasine), qui forment un lien désactivant permanent avec l'aromatase ;

- les inhibiteurs non stéroïdiens, tels que l'anastrozole (Arimidex), qui inhibent la synthèse d'œstrogènes via une compétition réversible avec les autres substrats qu'utilise l'aromatase pour produire les œstrogènes.

## Médicaments

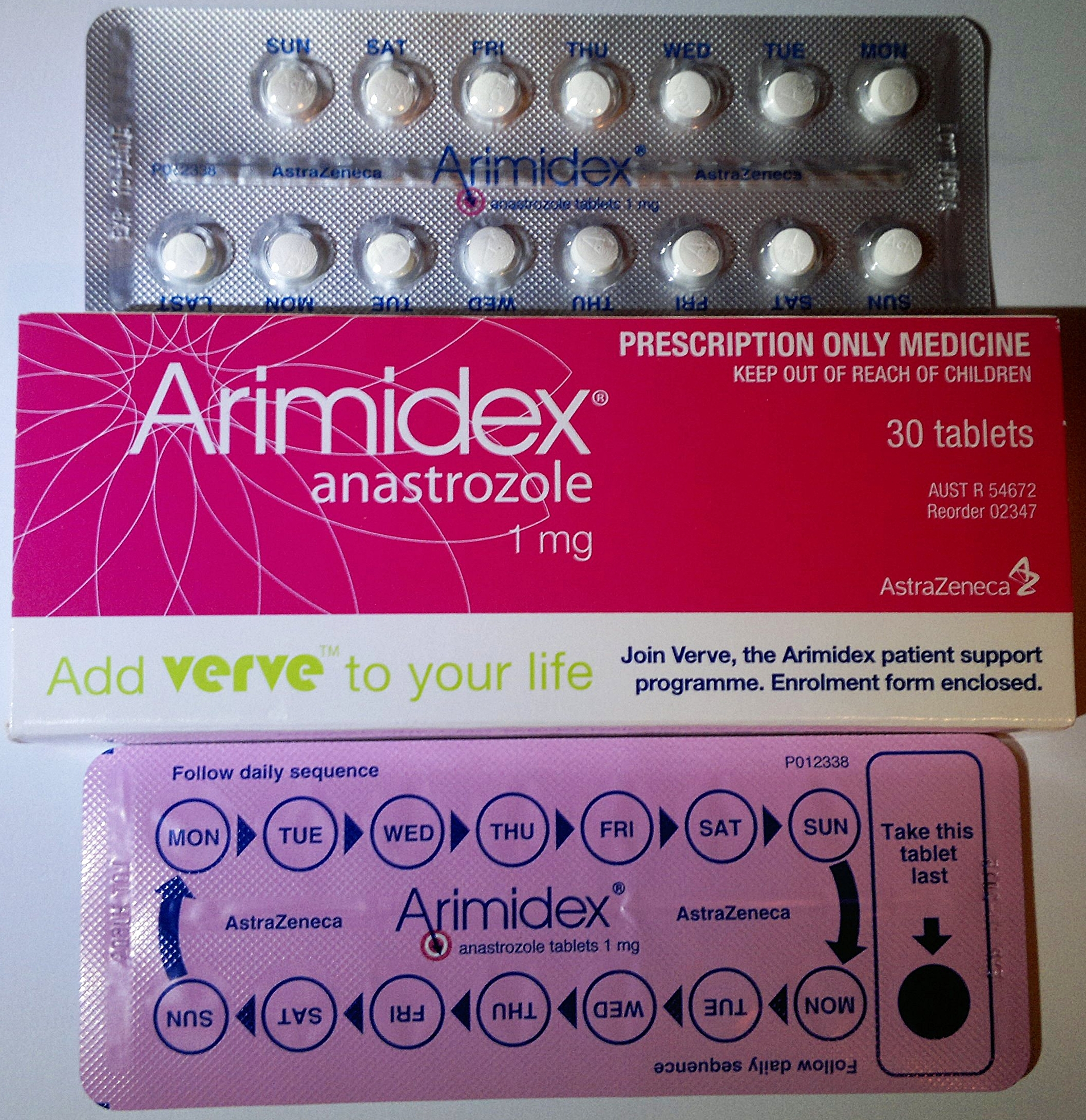
Arimidex (anastrozole), comprimés d'1 mg

### Non sélectifs
- Aminoglutethimide
- Testolactone (Teslac)

### Sélectifs
- Anastrozole (Arimidex)
- Létrozole (Femara)
- Exémestane (Aromasin)
- Vorozole (Rivizor)
- Formestane (Lentaron)
- Fadrozole (Afema)

### Autres
- 4-hydroxyandrostènedione[3]
- 1,4,6-androstatriène-3,17-dione (ATD)
- 4-androstène-3,6,17-trione (« 6-OXO »)